# Pla Cerdà
El Pla Cerdà fou un pla de reforma i eixample de la ciutat de Barcelona de 1860 que seguia criteris del pla hipodàmic, amb una estructura en quadrícula, oberta i igualitària. Fou creat per l'enginyer Ildefons Cerdà i la seva aprovació va anar seguida d'una forta polèmica per haver estat imposat des del govern de l'estat espanyol en contra del pla d'Antoni Rovira i Trias que havia guanyat un concurs de l'Ajuntament de Barcelona.
L'eixample previst al pla es desplegava sobre una immensa superfície que havia estat lliure de construccions pel fet d'haver estat considerada zona militar estratègica.
Proposava una quadrícula contínua de mansanes de 113,3 metres des del Besòs fins a Montjuïc, amb carrers de 20, 30 i 50 metres d'amplada amb una alçada màxima de construcció de 16 metres. La novetat en l'aplicació del pla hipodàmic consistia en el fet que les mansanes tenien xamfrans de 45° per a permetre una millor visibilitat.
El desplegament del pla va durar quasi un segle. Al llarg de tot aquest temps, el pla s'ha anat transformant i moltes de les seves directrius no es van aplicar. Els interessos dels propietaris del sòl i l'especulació van desvirtuar finalment el pla Cerdà.

## Context històric

### La Barcelona delseglexix. Insalubre i oprimida
Al llarg del segle xviii i la primera part del xix la situació sanitària i social de la població de Barcelona s'havia anat fent asfixiant.
La muralla medieval que havia permès a la ciutat resistir set setges entre 1641 i 1714 representava ara un fre a l'expansió urbana. El creixement demogràfic va elevar la població de 115.000 habitants el 1802 a 140.000 el 1821 i va arribar a 187.000 el 1850. Els 6 km de muralla encerclaven una superfície una mica per sobre dels 2 milions de m², si bé el 40% de l'espai estava ocupat per set casernes, onze hospitals, quaranta convents i vint-i-set esglésies.
Les condicions de salubritat empitjoraven fruit de la densitat i de la manca d'infraestructures sanitàries com xarxes de clavegueram o aigua corrent. Els enterraments en fossars davant de les esglésies eren focus d'infeccions, de contaminació d'aigües subterrànies i d'epidèmies. Tot i la decisió de fer els enterraments al cementiri de Poble Nou decretada el 1819 pel bisbe Pau de Sitjar i Ruata no es va consolidar el seu funcionament fins a mitjans del segle xix. A partir d'aquest moment, i forçat per ordenances militars, van començar a recuperar-se els espais dels cementiris a les portes de les esglésies com la de Sant Just, Sant Pere de les Puel·les o el fossar de les Moreres.
En aquestes circumstàncies, la mitjana de vida se situava en 36 anys per als rics i de 23 per als pobres i jornalers.
Barcelona, de la mateixa manera que Catalunya, havia estat castigada per la pesta als segles XV i xvi, va patir diverses epidèmies al llarg del XIX: 
- 1821: febre groga amb 8.821 morts
- 1834: còlera amb 3.344 morts
- 1854: còlera amb 6.419
- 1865: còlera amb 3.765.[6]

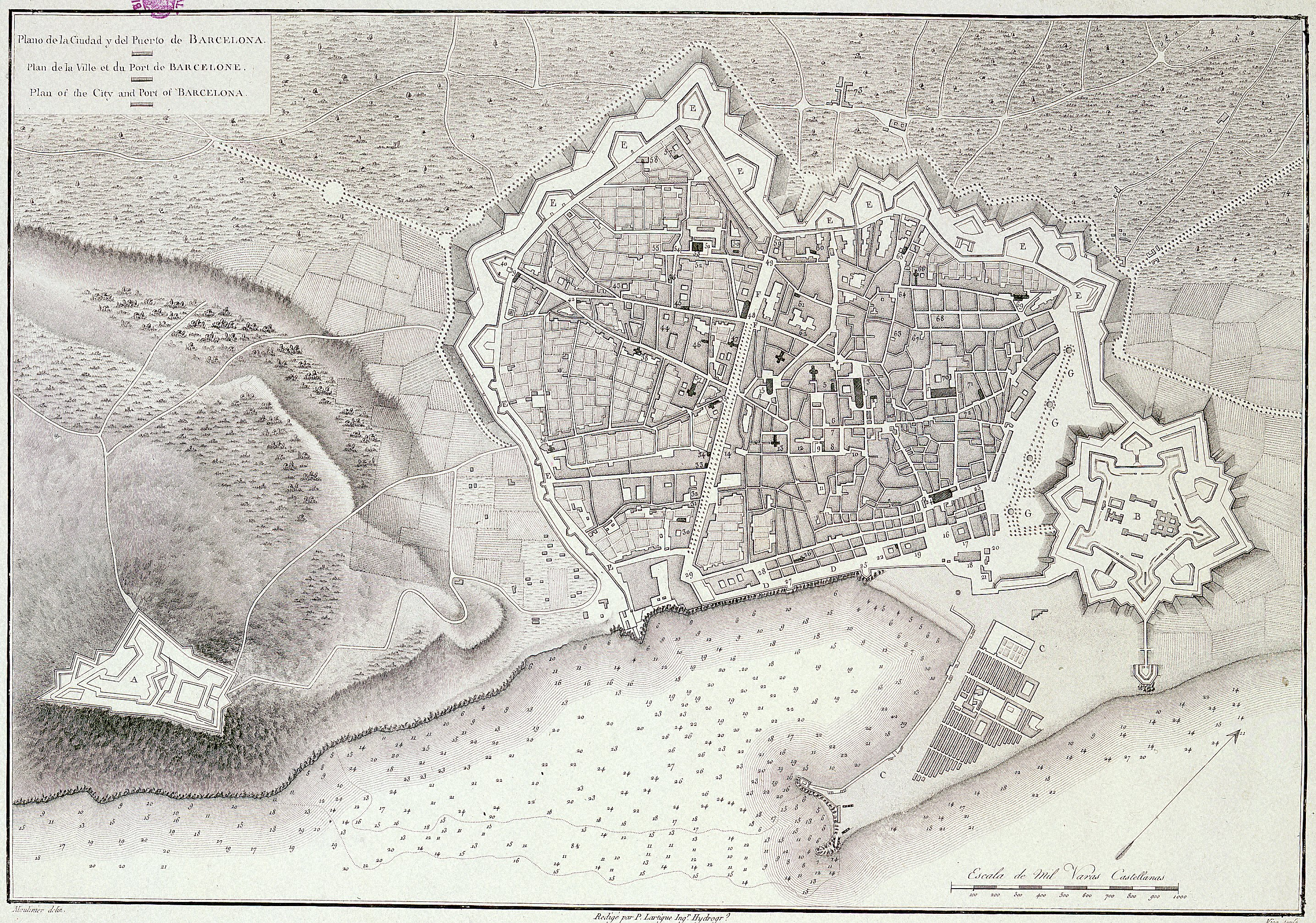
La ciutat emmurallada i la Ciutadella

La consideració militar de plaça forta que tenia Barcelona amb la Ciutadella al seu costat condicionava la vida urbana. No tan sols s'ignoraven els problemes de la ciutadania intramurs, sinó que els tímids moviments per expandir-se extramurs varen ser reprimits amb l'enderrocament de les construccions perquè «impedien la defensa de la ciutat» com va ocórrer el 1813, ja que es considerava àrea non aedificanda la compresa fins a la distància d'un tret de canó, que venia a correspondre als «jardinets de Gràcia».
Les veus en contra no només provenien de la ciutadania, sinó del mateix Ajuntament de Barcelona que, a través de la Junta de Ornato i en sintonia amb el capità general baró de Meer, el 1838 va demanar una modificació de la muralla entre la porta dels Estudis (la Rambla) i el baluard de Jonqueres (Plaça Urquinaona) per aconseguir una petita ampliació.

### Abajo las murallas
El 1841 l'Ajuntament de Barcelona va convocar un concurs per promoure el desenvolupament de la ciutat. L'11 de setembre de 1841 es va dictar el premi a favor del doctor Pere Felip Monlau, metge i higienista autor del treball Abajo las murallas, Memoria acerca de las ventajas que reportaría á Barcelona y especialmente á su industria de la demolición de las murallas que circuyen la ciudad (Memòria sobre els avantatges que suposaria a Barcelona i especialment a la seva indústria l'enderroc de les muralles que envoltaven la ciutat), en el que es demanda una expansió des del riu Llobregat al Besòs.

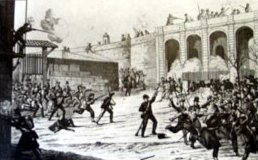
Revolta de 1842 contra Espartero

L'àmplia difusió del projecte i l'impuls popular va provocar enfrontaments com el del 26 d'octubre de 1842 en què la Junta de Derribo va enderrocar part de la Ciutadella, fet que va provocar que el general Espartero bombardegés Barcelona des del castell de Montjuïc el 3 de desembre i ordenés la seva reconstrucció amb una despesa de 12 milions de rals a costa de la ciutat.
El 1844, Jaume Balmes es va afegir, des de les pàgines de La Sociedad, a les protestes contradient les teories del valor estratègic militar defensat pel general Narváez.
Van passar més de deu anys fins que l'Ajuntament de Barcelona va aprovar un projecte preparat pel seu secretari Manuel Duran i Bas que va enviar al govern de Madrid el 23 de maig de 1853 amb la signatura unànime del consistori amb el seu alcalde, Josep Beltran i Ros, al capdavant. L'informe va rebre el suport dels diputats catalans i en especial de Pascual Madoz, diputat per Lleida i persona clau en l'enderrocament de les muralles. Madoz va arribar a ser governador civil de Barcelona durant escassament setanta-cinc dies per passar a ocupar el càrrec de ministre d'Hisenda del govern progressista, des d'on va instar la desamortització i va promulgar una reial ordre que acabaria amb els enfrontaments entre Ajuntament i el ministeri de la Guerra. L'ordre d'enderrocament de les muralles de 9 d'agost de 1854 especificava que s'havien de mantenir la muralla de mar, el castell de Montjuïc i la Fortalesa de la Ciutadella.

## Projecte de l'Eixample

### La necessitat d'un eixample
La necessitat de créixer fora de les muralles era òbvia, però a més cal tenir present l'efecte especulatiu que suposava la urbanització de 1.100 hectàrees de terreny. Amb el concurs obert per l'ajuntament el desembre de 1840 i guanyat pel projecte «Abajo las Murallas» de Monlau, s'obre el període de transformació de la ciutat.
L'any 1844 Miquel Garriga i Roca s'ofereix a l'Ajuntament de Barcelona com a arquitecte municipal per fer el planejament de l'eixample, amb una proposta centrada en operacions d'embelliment ornamental.
El 1846 Antoni Rovira va publicar al Boletín Enciclopèdico de Nobles Artes una proposta per a la formació d'un plànol geomètric de Barcelona.

### La gestació del projecte d'Eixample
El 1853, un any abans d'enderrocar les muralles, l'ajuntament va començar a preparar-se per la següent etapa creant la Comissió de les Corporacions de Barcelona. Convertida més tard en la Comissió de l'Eixample; comptava amb representants de la indústria, els arquitectes Josep Vila, Francesc Daniel Molina, Josep Oriol Mestres, Josep Fontserè i Domènech, Joan Soler i Mestres, i representants de la premsa: Jaume Badia, Antoni Brusi i Ferrer, Tomàs Barraquer i Antoni Gayolà.
El 1855, el Ministeri de Foment va encarregar a Cerdà l'aixecament del plànol topogràfic del Pla de Barcelona, que era l'extensa zona sense urbanitzar per raons militars que hi havia entre Barcelona i Gràcia i des de Sants a Sant Andreu de Palomar. Persona molt sensibilitzada amb els corrents higienistes, va aplicar els seus coneixements a desenvolupar, pel seu compte, una Monografía de la clase obrera (1856), completa i profunda anàlisi estadística sobre les condicions de vida intramurs a partir dels aspectes socials, econòmics i alimentaris. El diagnòstic fou clar: la ciutat no era apta per a «la nova civilització, caracteritzada per l'aplicació de l'energia del vapor a la indústria i la millorar de la mobilitat i la comunicativitat» (el telègraf òptic era l'altre invent rellevant).
Conscient d'aquesta mancança, Ildefons Cerdà va començar sense cap encàrrec a estructurar el seu pensament, exposat sistemàticament molts anys després (1867) en la seva gran obra: Teoría General de la Urbanización. Un dels trets més importants de la proposta de Cerdà, allò que el fa sobresortir en la història de l'urbanisme, és la recerca de coherència per compatibilitzar els requeriments contradictoris d'una aglomeració complexa. Supera les visions parcials (ciutat utòpica, cultural, monumental, racionalista…) i es lliura a la recerca d'una ciutat integral.

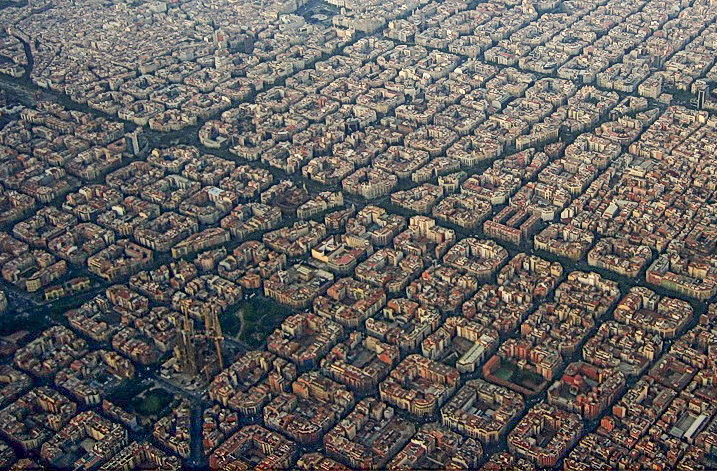
L'Eixample actual

L'any 1859 és l'any definitiu de l'eixample. El 2 de febrer, Cerdà va rebre l'ordre del govern central perquè verifiqués l'estudi per a l'eixample en un termini de dotze mesos. L'ajuntament reacciona immediatament convocant el 15 d'abril un concurs públic sobre plans per a l'eixample amb data límit el 31 de juliol, si bé es va ajornar al 15 d'agost. Mentrestant, Cerdà no perdia el temps, va acabar el seu projecte i es va dedicar a mostrar-lo -per guanyar suports a Madrid- a Madoz, Laureà Figuerola i al director general d'Obres Públiques, el marquès de Corvera.
Però el 9 de juny de 1859 és la data en què definitivament el govern central mitjançant una reial ordre, aprova el pla de l'eixample dissenyat per Cerdà.
A partir d'aquest moment se succeeixen les picabaralles de tipus tècnic, polític i econòmic entre el govern central i el municipal.
Pel que fa al concurs municipal, es van presentar tretze projectes, resultant guanyador per unanimitat el d'Antoni Rovira i Trias el 10 d'octubre de 1859. Seguint una reial ordre de 17 de desembre, tots ells més el de Cerdà varen ser exposats indicant la qualificació merescuda, abstenint-se l'Ajuntament d'avaluar el de Cerdà. El concurs estava dotat amb un premi de 80.000 rals, medalla d'or i el bateig d'un carrer amb el nom del guanyador, 10.000 rals i medalla de plata pel primer accèssit i 5.000 rals per als segon i tercer accèssit.
La qüestió queda definitivament resolta el 8 de juliol de 1860 en què el ministeri ordenà l'execució del Pla Cerdà.

## Concurs municipal
El concurs municipal de Barcelona consistia a dissenyar un eixample per a la ciutat; els arquitectes se centraven, en la majoria de casos, en la solució del «camí de Barcelona a Gràcia» que feia un temps que s'estava consolidant urbanísticament com el passeig de Gràcia i que condicionava les possibles solucions. Aquests plans, a diferència del proposat per Cerdà, ocupaven una menor superfície i eren destinats a acollir menys persones, el que és lògic si pensem que obeïen als objectius de la burgesia de reforçar la segregació social. Així, el pla guanyador del concurs d'eixample, presentat per Rovira i Trias, es correspon amb el lema que l'encapçalava: «el traçat d'una ciutat és més obra del temps que de l'arquitecte»; i el mateix Rovira afirmava que els proletaris no podrien viure en el «que pròpiament haurà de dir-se ciutat de Barcelona».
Els projectes es varen presentar sota pseudònim i les pliques dels no premiats van ser destruïdes, per la qual cosa s'ha perdut part de la documentació.

### El projecte d'Antoni Rovira

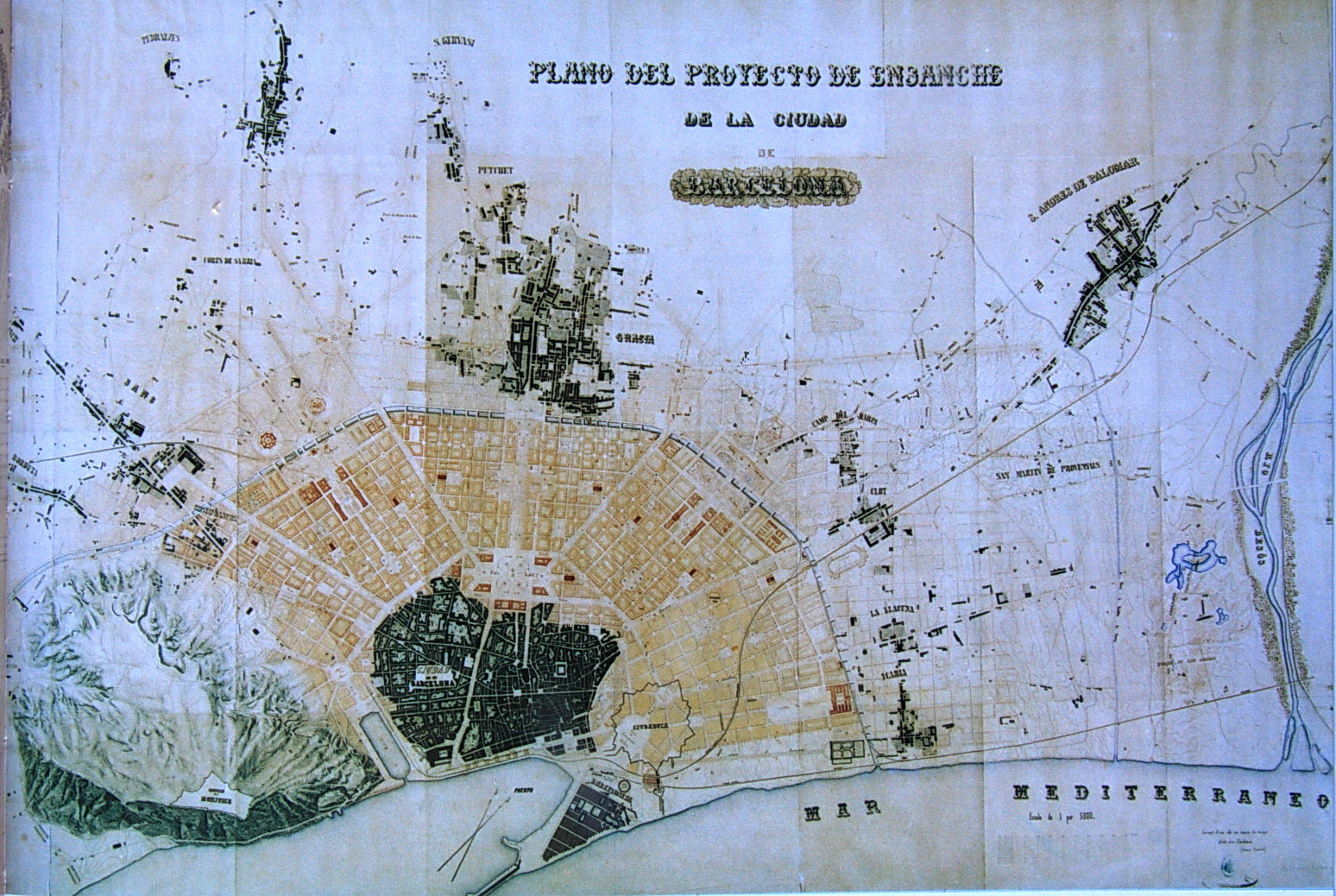
Projecte guanyador d'Antoni Rovira i Trias

El projecte guanyador, segons el consistori municipal, fou una proposta d'Antoni Rovira basada en una malla circular que envoltant la ciutat emmurallada creixia radialment, integrant de forma harmònica els pobles del voltant. Es va presentar amb el lema: «Le tracé d'une ville est oeuvre du temps, plutôt que d'architecte». La frase és original de Léonce Reynaud un referent arquitectònic de Rovira.
Estava estructurat en tres àrees on es combinaven els diferents sectors de la població amb les activitats socials amb una lògica de barris i jerarquització de l'espai i dels serveis públics. A partir d'una proposta de ronda en substitució de la muralla es desplegava una malla formada per mansanes rectangulars amb pati central i una alçada de 19 metres. Uns quants carrers principals feien d'unió entre blocs de mansanes d'estructura hipodàmica per anar reajustant el perfil quadrat a la semicircumferència que envoltava la ciutat. Rovira planteja la seva solució amb un centre clar ubicat a la plaça de Catalunya, mentre que Cerdà traslladava la centralitat cap a la plaça de les Glòries. El pla aportava una solució per la plaça de Catalunya, cosa que no preveia el pla Cerdà.
La trama de Rovira respon a un model d'eixample contemporani i residencial com el Ring de Viena o el projecte Haussmann a París. Aquest model estava més alineat amb la futura Großstadt capitalista que reivindicaria la Renaixença i la Lliga Especificava indirectament l'ús privilegiat e cada zona, mentre que Cerdà tendia cap a la uniformitat.

### Projectes destacats

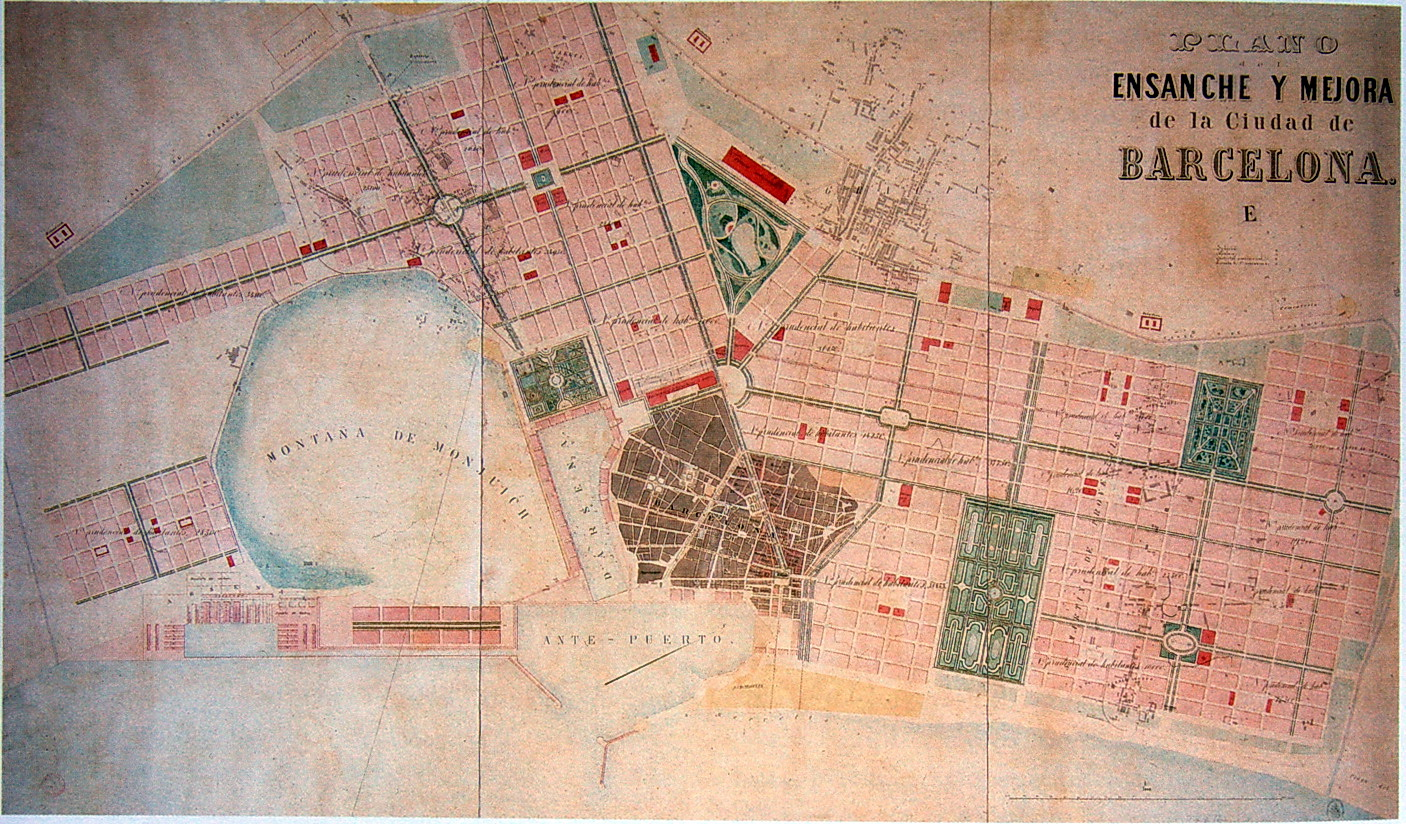
Projecte de Francesc Soler i Gloria

Projecte Soler i GloriaEl projecte de Francesc Soler i Gloria, que va obtenir el primer accèssit, plantejava un desenvolupament en quadrícula basat en dos eixos: un que seguia una línia cap a França paral·lel al mar i l'altre cap a Madrid per l'antiga carretera de Sarrià. Les dues convergien a la ciutat emmurallada. Proposava a l'altre costat de la muntanya de Montjuïc un barri industrial, idea precursora de l'actual Zona Franca. La connexió de la ciutat vella amb Gràcia la plantejava fent una nova avinguda que partia des de l'actual plaça de la Universitat. El seu lema era: «E».
Projecte Daniel MolinaD'aquest projecte no se'n conserva documentació, llevat de la solució proposta per a la plaça de Catalunya. El seu lema fou: «Higiene, comoditat i bellesa».

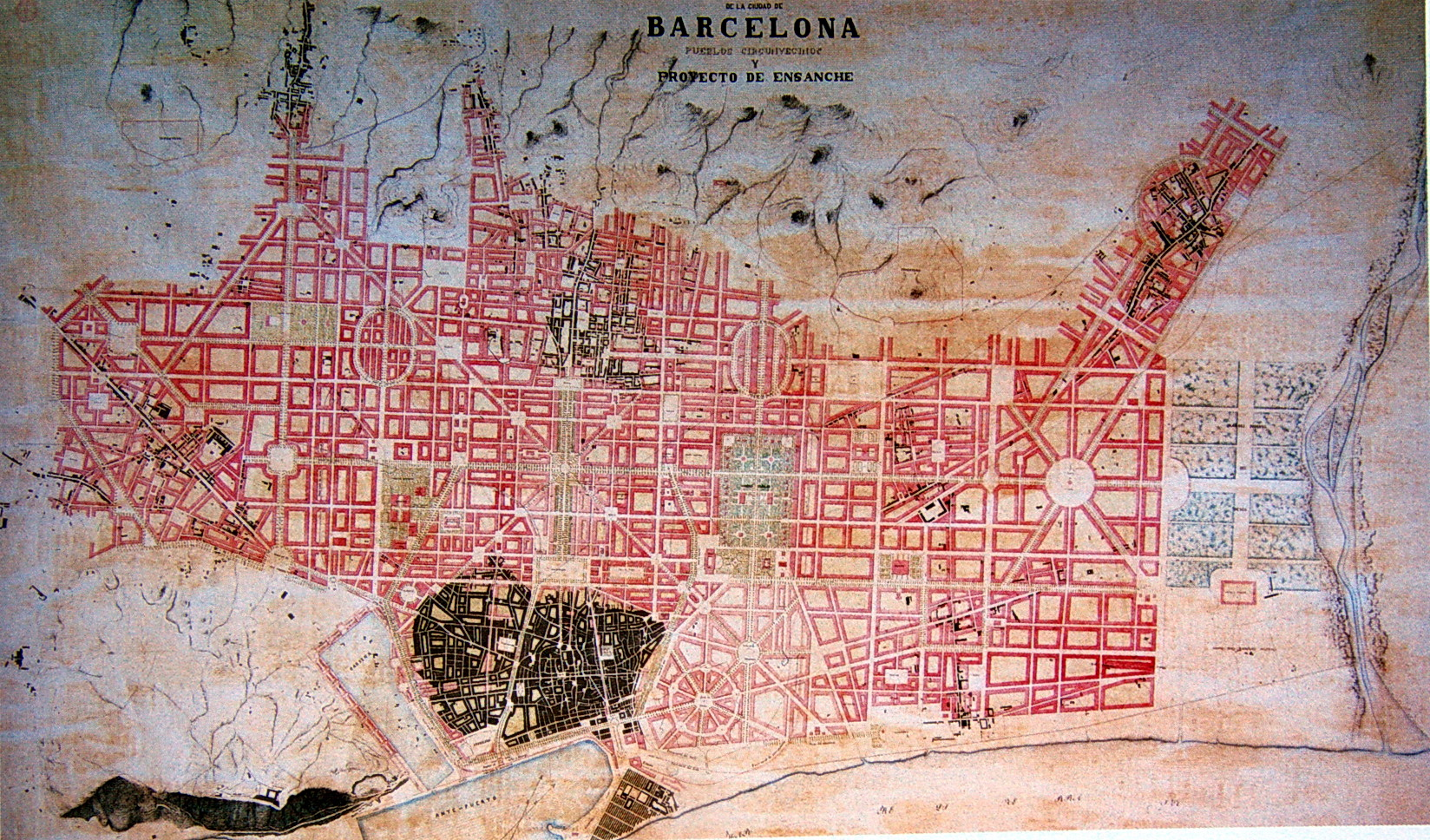
Projecte de Josep Fontserè i Mestre

Projecte Josep FontserèJosep Fontserè i Mestre era un jove arquitecte, fill de l'arquitecte municipal Josep Fontserè i Domènech, va obtenir el tercer accèssit amb un projecte que potenciava la centralitat del passeig de Gràcia i enllaçava els nuclis veïns amb un joc de diagonals que respectaven les seves trames originals. El seu lema era: «No destruir per edificar, sinó conservar per rectificar i edificar per engrandir».

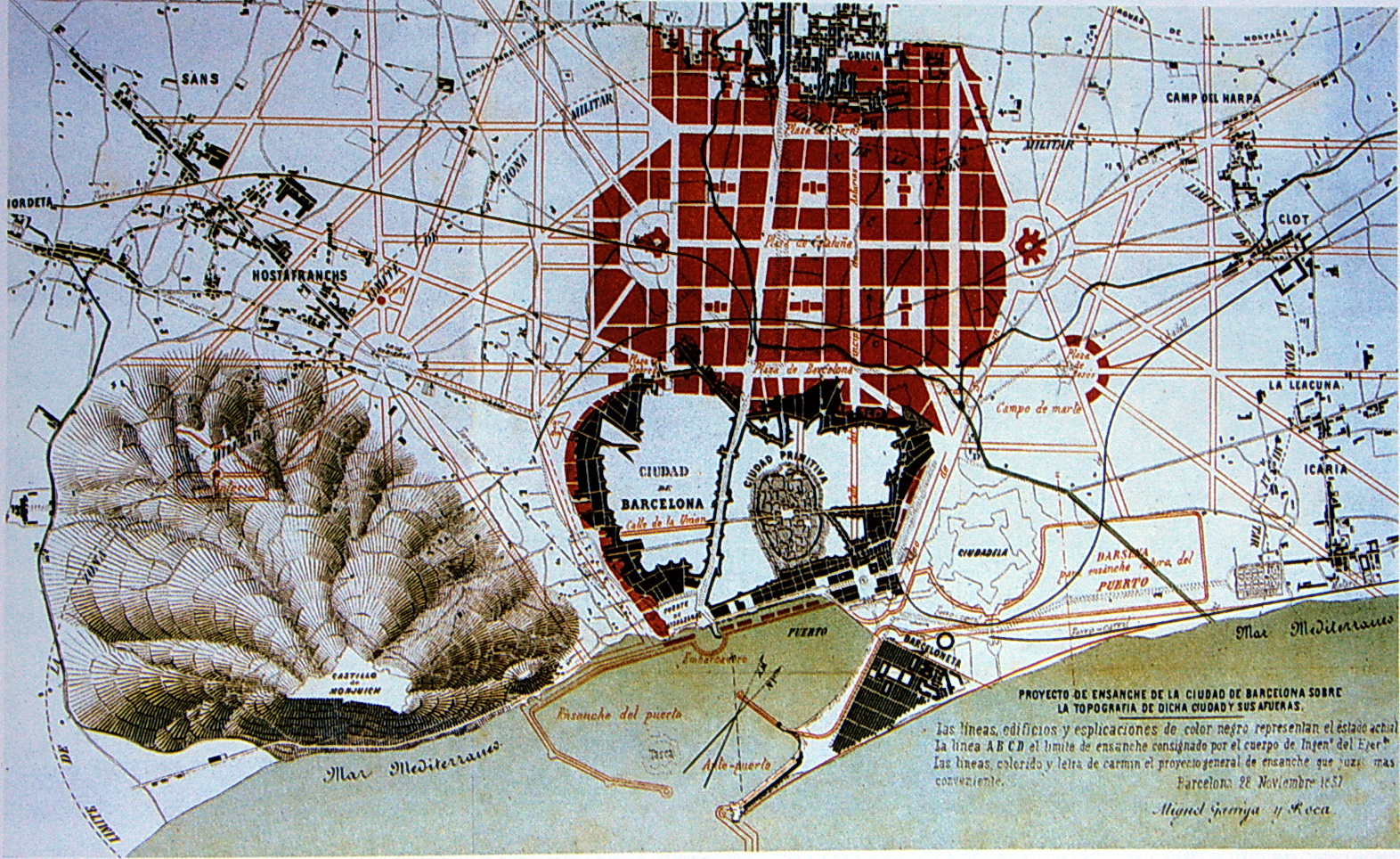
Projecte de Miquel Garriga i Roca

Projecte Garriga i RocaL'arquitecte municipal Miquel Garriga i Roca va presentar sis projectes. El millor qualificat responia a una solució de quadrícula que unia la ciutat amb Gràcia, deixant només esbossades les línies que haurien de continuar desenvolupant la futura trama. El seu lema fou: «Un sacrifici més per contribuir a l'Eixample de Barcelona».
Altres projectesEl projecte de Josep Massanés i el de Josep Maria Planas proposaven una mera ampliació mantenint la muralla al voltant del nou espai. Aquest segon guardava una similitud amb el projecte presentat pels «propietaris del passeig de Gràcia», ja que ambdós projectes es basaven en una mera ampliació a banda i banda del passeig de Gràcia. Altres dos projectes més senzills eren el de Tomàs Bertran i Soler que proposava un nou barri en lloc de la Ciutadella convertint el passeig de Sant Joan en un eix similar a la Rambla; i un de molt elemental atribuït a Francesc Soler i Mestres mort tres dies abans de la lectura dels premis.

## Pla Cerdà
Després de l'aprovació inapel·lable del govern central, el 14 de setembre de 1860 la reina Isabel II col·locava la primera pedra de l'Eixample a l'actual plaça de Catalunya. El creixement de la ciutat fora muralles no va ser ràpid per la manca d'infraestructures i la distància amb el nucli urbà.
La dècada del 1870 es va produir un progrés notable, ja que els inversors hi van veure una gran oportunitat de negoci. El retorn dels indians amb el final de les colònies aportava capitals importants que s'havien d'invertir i van trobar a l'eixample el seu millor destí. Començà el període de la Febre d'Or. Però el gran interès va acabar sent perjudicial per al pla inicial, i la febre constructora va contribuir a la progressiva reducció dels espais verds i dels equipaments. Finalment es van construir els quatre costats de les mansanes.
L'Exposició Universal de l'any 1888 va significar un nou impuls que va permetre la renovació d'algunes zones i la creació de serveis públics. Però seria el gran desenvolupament de finals del segle xix amb el Modernisme i el suport de la burgesia, que invertia en edificis per dedicar-los a lloguer, el que faria créixer l'Eixample de tal manera que l'any 1897 Barcelona va integrar els municipis de Sants, les Corts, Sant Gervasi de Cassoles, Gràcia, Sant Andreu de Palomar i Sant Martí de Provençals.

### El nou llenguatge de Cerdà
El pla va aportar la classificació primària del territori: les «vies» i els espais «intervies». Les primeres constitueixen l'espai públic de la mobilitat, de la trobada, del suport a les xarxes de serveis (aigua, sanejament, gas…), l'arbrat (més de 100.000 arbres al carrer), l'enllumenat i el mobiliari urbà. Les «intervies» (illa, mansana, bloc o quadra) són els espais de la vida privada, on els edificis plurifamiliars s'apleguen en dues rengleres al voltant d'un pati interior a través del qual tots els habitatges (sense excepció) reben el sol, la llum natural, la ventilació i la joie de vivre, com demanaven els higienistes.
Cerdà defensava l'equilibri entre els valors urbans i els avantatges rurals. «Ruralitzeu allò que és urbà, urbanitzeu allò que és rural» és el missatge llançat al començament de la seva Teoria General de la Urbanizació.
Dit d'una altra manera, el seu propòsit era donar prioritat al «contingut» (les persones) per sobre del «continent» (les pedres o els jardins). La forma, tema tan obsessiu en la majoria de plans, no és més que un instrument, si bé de màxima importància, però sovint massa decisiu i a voltes prepotent. La màgia de Cerdà consisteix a engendrar la ciutat a partir de l'habitatge.
La intimitat del domicili es considera una prioritat absoluta i, en un temps de famílies nombroses (tres generacions), fer possible la llibertat de tots els membres es podria considerar utòpic.
Cerdà creu que l'habitatge ideal és l'aïllat, el rural. No obstant això, els enormes avantatges de la ciutat obliguen a compactar, essència del fet urbà, i a dissenyar un habitatge que permeti el seu encaix en un edifici plurifamiliar en altura, i gaudeixi, gràcies a una acurada distribució, d'una doble ventilació pel carrer i pel pati interior de la «mansana». La carícia del sol està assegurada en tots els casos.

### Estructura del Pla Cerdà

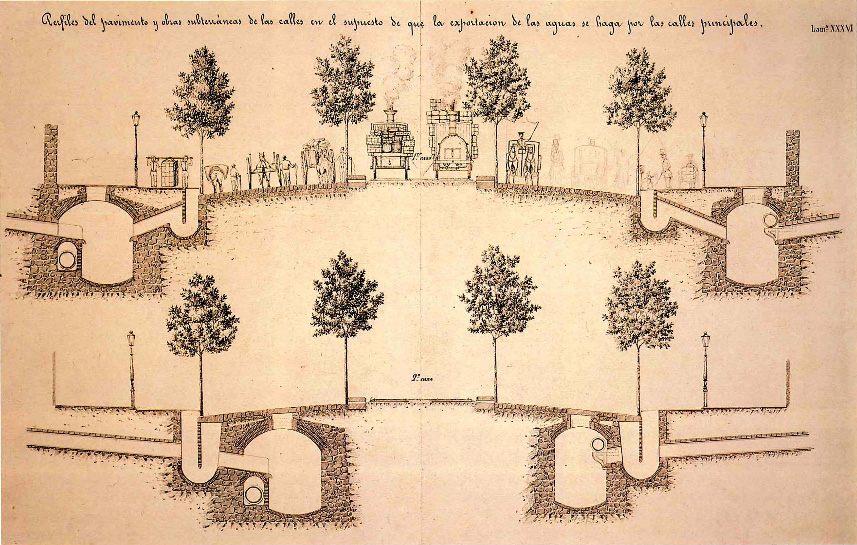
Secció de carrer de l'eixample tal com hi figurava al projecte

El plànol proposat per Cerdà per a la ciutat destaca l'optimisme i la il·limitada previsió de creixement, l'absència programada d'un centre privilegiat, el seu caràcter matemàtic, geomètric i amb visió científica. Obsessionat pels aspectes higienistes que havia estudiat en profunditat i disposant d'una àmplia llibertat per configurar la ciutat, ja que el «pla de Barcelona» no tenia quasi cap construcció, la seva estructura aprofita al màxim la direcció dels vents per facilitar l'oxigenació i neteja de l'atmosfera. En la mateixa línia, va assignar un paper clau als parcs i als jardins interiors de les mansanes, tot i que la posterior especulació va alterar molt el seu pla. Va fixar la ubicació dels arbres als carrers (1 cada 8 metres) i va triar el plàtan per a poblar la ciutat després d'analitzar quina espècie seria la més idònia per viure a la ciutat.
A més dels aspectes higienistes a Cerdà li va preocupar la mobilitat. Va definir una amplada de carrers absolutament inusitada, en part per fugir de la inhumana densitat que vivia la ciutat, però també pensant en un futur motoritzat amb uns espais propis separats dels de convivència social que els reservava per les zones interiors.

Va incorporar el traçat de línies ferroviàries que l'havien influït en la seva visió de futur quan va visitar França, si bé és conscient que aquestes han d'anar soterrades, i li va preocupar que cada barri tingués una zona dedicada a edificis públics. En aquest sentit inclou els avanços dins del seu ideari progressista quan afirmà:
| «             | Quan les vies fèrries s'hauran generalitzat, totes les nacions europees seran una única ciutat, i totes les famílies, només una, i les seves formes de govern seran les mateixes. | » |
| — Cerdà, 1851 | |   |

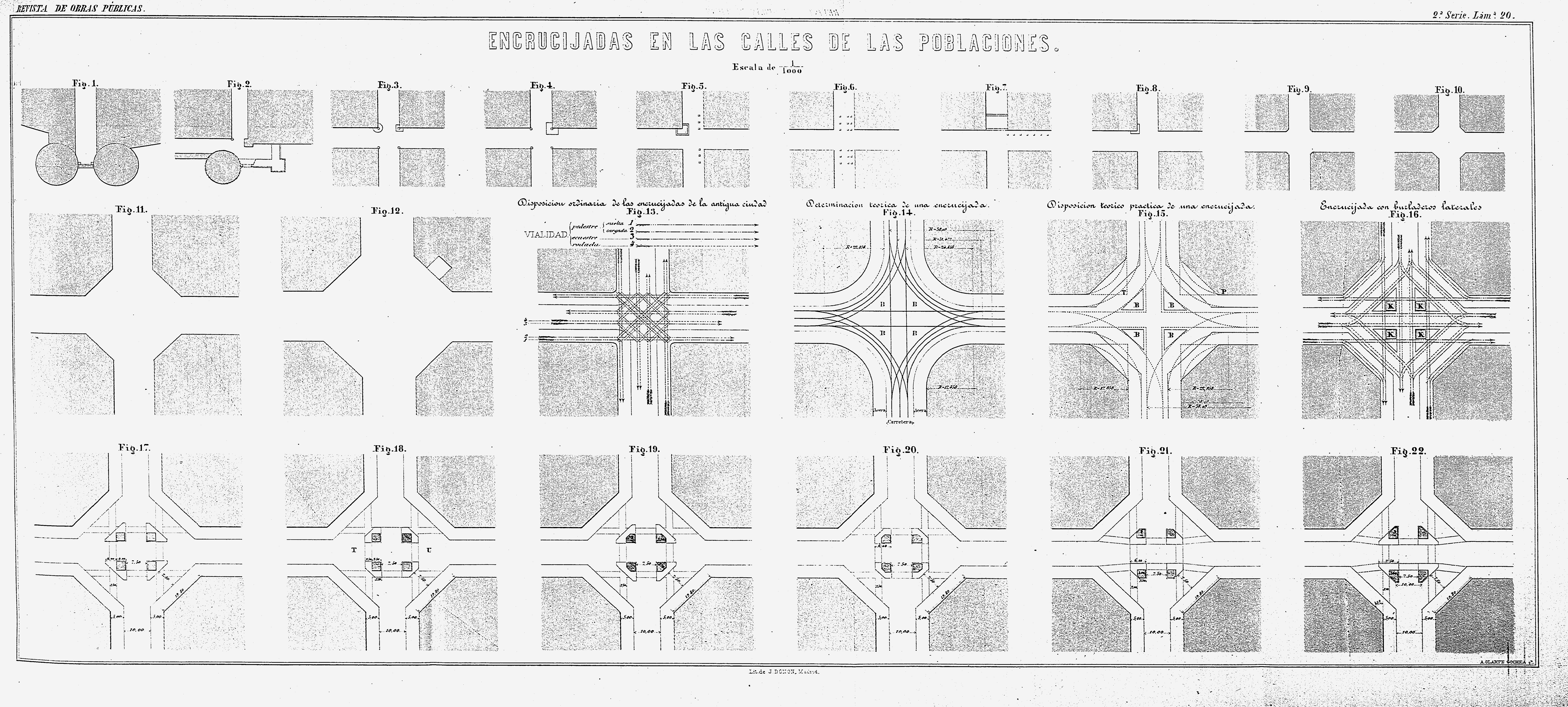
Esquema de la trama d'eixos dels carrers inclosa al Pla Cerdà

La solució formal més destacada del projecte va ser la incorporació de la mansana; la seva forma crucial i absolutament singular respecte a les altres ciutats europees ve marcada per la seva estructura quadrada de 113,33 metres amb uns xamfrans de 45°.

#### Geometria de l'Eixample

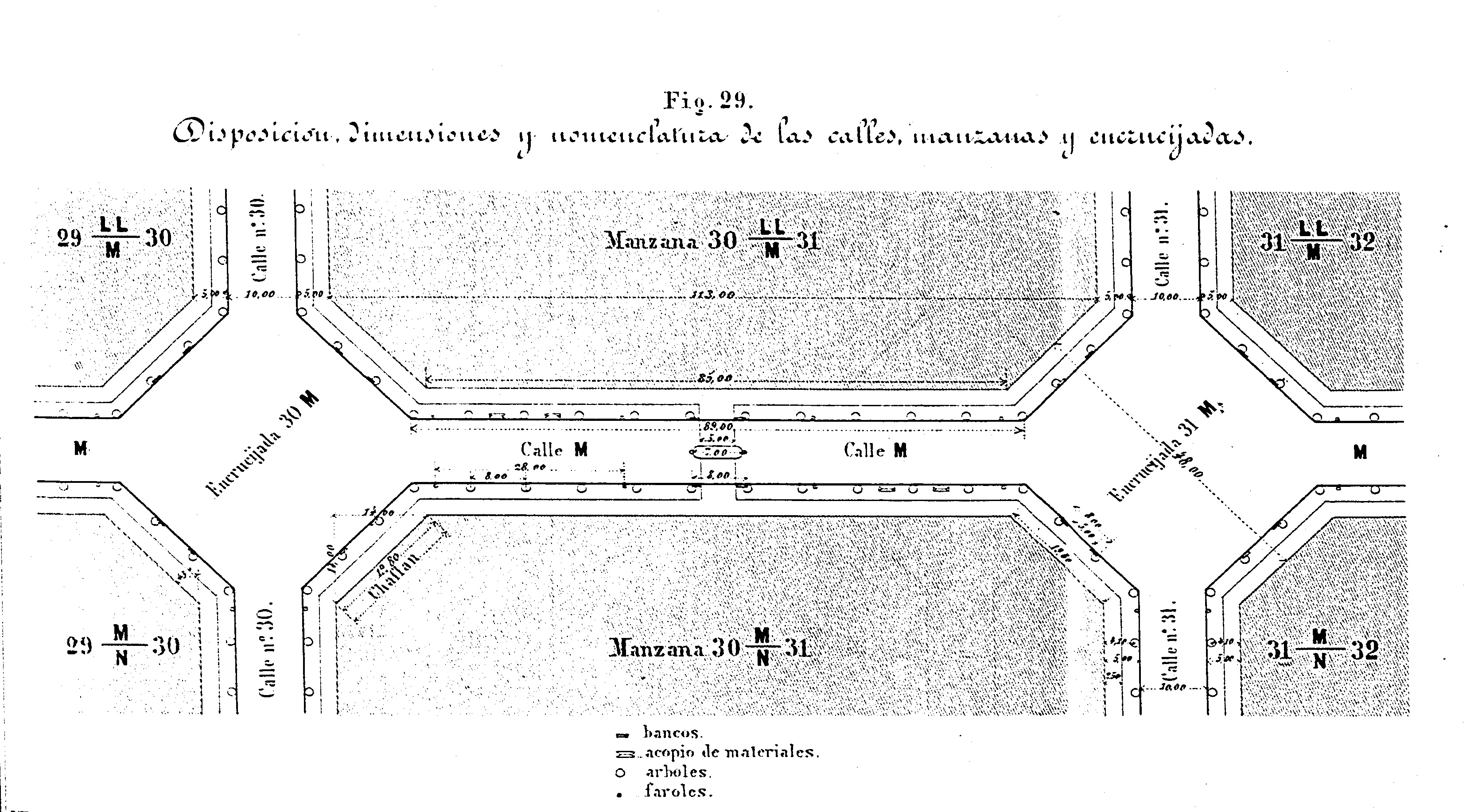
Esquema del funcionament de les cruïlles inclosa al Pla Cerdà

La quadrícula de Cerdà preveia carrers de 20, 30 i 50 metres d'amplada. Les mansanes tenien construcció només en dos dels quatre costats, la qual cosa donava una població de 800.000 persones. Amb el disseny original, l'eixample s'hauria ocupat totalment cap al 1900, si bé tant el mateix Cerdà com, posteriorment, algunes accions especuladores, varen densificar-lo substancialment.
Cerdà va proposar l'«Eixample il·limitat», una quadrícula regular i impertorbable al llarg de tot el traçat urbà. A diferència d'altres propostes que trencaven el seu ritme repetitiu per encabir espais verds o serveis, la proposta de Cerdà els engloba internament i va permetre fixar una repetició contínua en el pla amb capacitat d'alterar-ho quan convingui.
El principi igualitari que Cerdà volia imprimir al seu urbanisme justifica aquesta homogeneïtat a la recerca de la igualtat, ja no només entre classes socials, sinó per la comoditat del trànsit de persones i vehicles, ja que tant si se circula per una via com si es fa per les seves transversals, els encreuaments entre elles es troben a la mateixa distància, i en no existir unes vies més còmodes que altres el valor dels hàbitats tendirà a igualar-se.
La visió de l'enginyer era de creixement i de modernitat; la seva genialitat li va permetre anticipar-se als futurs conflictes de circulació urbana, 30 anys abans d'inventar-se l'automòbil.

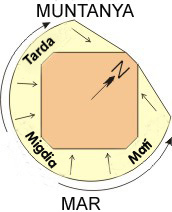
Esquema de la llum solar de les mansanes

Pel que fa a l'orientació, les vies discorren en direcció paral·lela al mar unes, i en perpendicular a les altres, això fa que l'orientació dels vèrtexs dels quadrats coincideixi amb els punts cardinals i, per tant, tots els seus costats tinguin llum directa del sol al llarg del dia, denotant una vegada més la importància que el dissenyador concedeix al fenomen solar.
Cerdà va desplegar el traçat sobre la columna vertebral que suposa la Gran Via. Treballa amb mòduls de 10 x 10 «mansanes» (que Cerdà va considerar un districte) i que es corresponen amb les cruïlles principals (plaça de les Glòries Catalanes; plaça Tetuan; plaça Universitat), amb un carrer més ample cada 5 (carrer Marina; via Laietana que travessaria la ciutat vella 50 anys més tard; carrer Urgell). Amb aquestes proporcions, així com la resultant de la mida de la «mansana», Cerdà va aconseguir ubicar un dels carrers amples que baixen de mar a muntanya a cada banda de la ciutat vella (Urgell i Sant Joan) amb 15 mansanes al mig.
Els carrers tenen en general una amplada de 20 metres dels quals en l'actualitat els 10 metres centrals estan destinats a calçada i 5 metres a cada costat destinats a voreres. L'amplitud dels carrers, com en el model parisenc d'Haussmann, s'associa a una visió militar per poder reprimir amb més facilitat les sublevacions internes. Recordem que Cerdà havia viscut en primera persona les revoltes obreres de 1855. Els elogis que va rebre el pla per part dels seus contemporanis, fou en considerar el format rectilini com avantatjós per al foc d'artilleria.

#### Excepcions a la regularitat

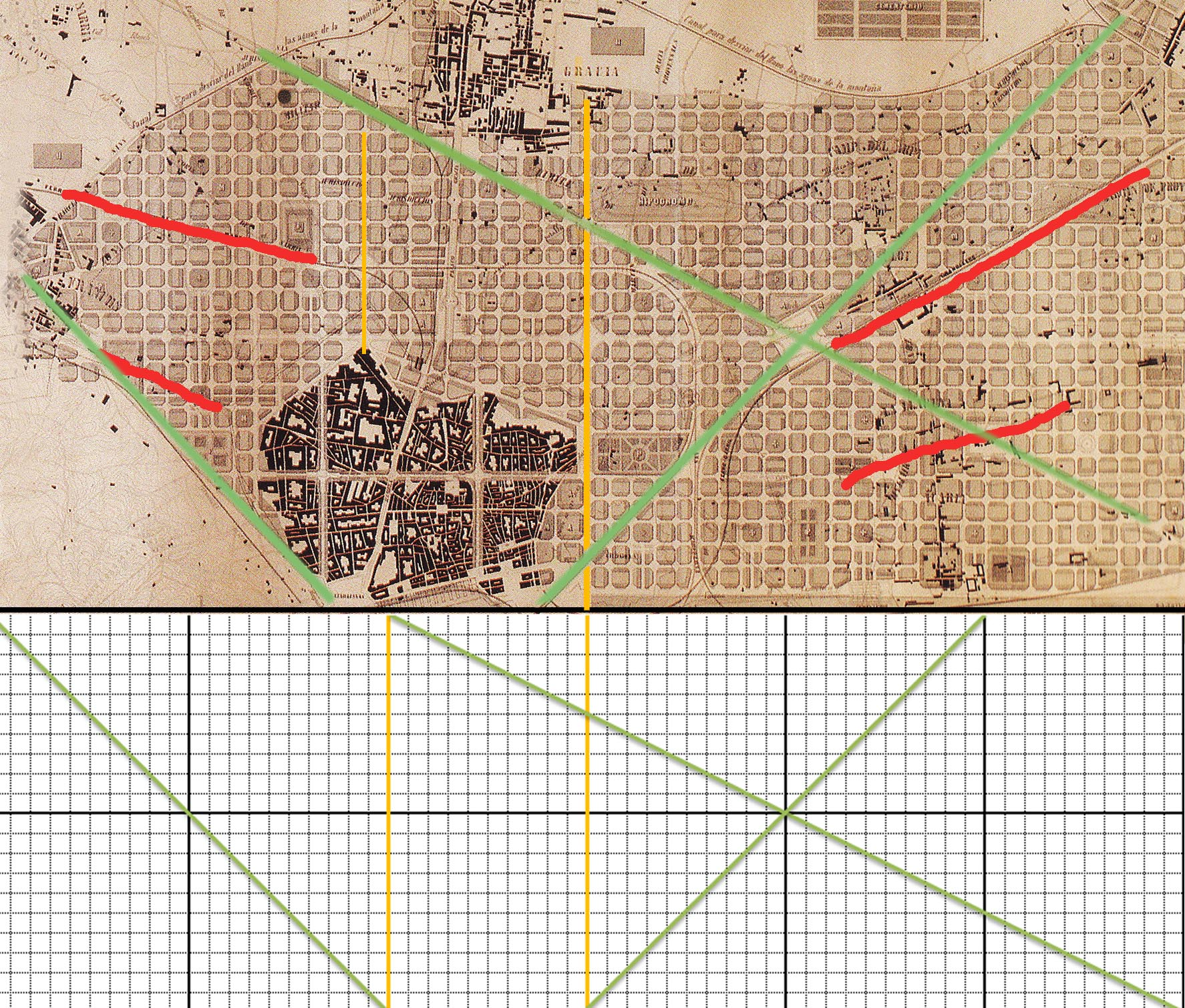
Projecció del mòdul 10 fet servir per Cerdà per al traçat de les vies principals i diagonals. En vermell, alguns dels antics camins que han sobreviscut a la trama Cerdà

L'eixample il·limitat presentava poca sensibilitat amb la integració de les trames urbanes de les vil·les perifèriques. Els enllaços amb aquests nuclis no estaven previstos, llevat de Sant Andreu de Palomar bordejat per l'avinguda Meridiana i s'ignoraven els canals de tradició humana. El 1907 l'Ajuntament va aprovar el Pla Jaussely, un pla d'enllaços per a resoldre aquestes mancances. Alguns dels criteris recollits a aquest pla i el manteniment d'ús d'alguns camins durant el desenvolupament del pla Cerdà han evitat la seva desaparició. El carrer de Pere IV (antic camí de França), l'avinguda Mistral (antic camí de Sants i que enllaçava amb el carrer del Carme de la ciutat emmurallada), l'avinguda de Roma (antic camí a les Corts) o la travessera de Gràcia (antiga via romana), són alguns exemples.
Menció especial mereix el disseny del passeig de Gràcia i la Rambla de Catalunya, on a fi de respectar l'antic camí de Gràcia i la vessant natural de les aigües, d'aquí el nom de rambla, Cerdà va traçar només dues vies consecutives d'amplada especial (40 metres per la rambla de Catalunya i 60 pel passeig de Gràcia), on en realitat atenent al tramat de 113,3 m hauria d'haver tres carrers, a més el passeig de Gràcia per respectar l'antic traçat, no és exactament paral·lel a la resta dels carrers el que fa que les mansanes existents entre les dues vies esmentades, si bé són de disseny ortogonal amb xamfrans, presenten irregularitats que els donen forma de trapezis.

A tot això cal afegir la presència d'algunes de caràcter especial que no segueixen el traçat reticular sinó que el travessen en diagonal, com ara la pròpia avinguda Diagonal, l'avinguda Meridiana, avinguda del Paral·lel, i altres que van ser traçades respectant l'existència d'antigues vies de comunicació amb els pobles veïns. Com el seu nom indica, aquestes dues darreres avingudes segueixen el traçat del meridià de París i el paral·lel que es creua amb ell a la Torre del Rellotge (Barceloneta). D'aquesta forma Cerdà ret homenatge a l'edificació que va formar part del projecte de l'Acadèmia de Ciències de París liderat pel científic francès Pierre Méchain que el 1791 va determinar la mesura exacte que havia de tenir un metre.

Dimensions de les mansanes estàndard

Les dimensions de les mansanes venen donades per les distàncies abans esmentades entre els eixos longitudinals dels carrers i la mateixa amplada d'aquestes vies, de manera que en establir una amplada estàndard de les vies en 20 metres, les mansanes estan formades per quadrilàters de 113,3 metres, truncats els seus vèrtexs en forma de xamfrà de 14 metres, cosa que dona una superfície de mansana d'1,24 ha, contràriament a la creença popular que tenen una superfície exacta d'1 hectàrea. La xifra de 113,3 metres ha tingut diverses justificacions. Manuel de Solà-Morales considera que les 5 mansanes que hi ha entre l'antic baluard de Tallers (actual plaça Universitat) i el de Jonqueres (actual plaça Urquinaona) són les que marquen el factor a partir del qual es construeix la resta.
Cerdà va justificar el xamfrà dels vèrtexs de les mansanes des del punt de vista de la visibilitat que això dona a la circulació rodada i en una visió de futur en la qual no es va equivocar més que en el terme emprat per definir el vehicle, parlava de les locomotores particulars que un dia circularien pels carrers i de la necessitat de crear un espai més ampli en cada encreuament per afavorir la parada d'aquestes locomotores.
El disseny d'algunes vies més amples comporta reduir les dimensions de les mansanes afectades per l'eixamplament de les vies per tal de mantenir la quadrícula regular de 113,3 m. Aquest és el cas del carrer Aragó, de 30 metres d'amplada, pel qual durant molts anys transitava el ferrocarril a l'aire lliure fins que finalment va ser soterrat, o el carrer Urgell també de 30 metres. amb 50 metres d'amplada hi ha el carrer de Marina, el passeig de Sant Joan i la Gran Via de les Corts Catalanes sota la qual circulen el metro i el tren. Aquesta darrera és una excepció pel que fa a la reducció de les mansanes al seu voltant ja que no són reduïdes, sinó de 113,3 m; de fet, no hi ha una quadrícula, sinó dues, una per sobre la Gran Via i una per sota.

Disseny i agrupació de les mansanes

Dins de l'espai de cada mansana, Cerdà va concebre dues formes bàsiques per situar els edificis, una presentava dos blocs paral·lels situats en els costats oposats, deixant al seu interior un gran espai rectangular destinat a jardí i l'altra presentava dos blocs units en forma de «L» situats a dos costats contigus de la mansana, quedant a la resta un gran espai quadrat també destinat a jardí.
La successió de mansanes del primer tipus donava com a resultat un gran jardí longitudinal que travessava els carrers i l'agrupació de 4 mansanes del segon tipus, convenientment disposades, formava un gran quadrat edificat travessat per dos carrers perpendiculars i amb els seus quatre jardins units en un.

## Incomprensió i rebuig al Pla Cerdà
Ja abans de la seva aprovació va comptar amb l'oposició municipalista més per allò que representava (la imposició des de Madrid), que pel seu contingut. Les elits de Barcelona van actuar en contra del pla de la mateixa manera que ho estaven fent contra les creixents protestes populars. El caràcter antiautoritari, anti-jeràrquic, igualitari i racionalista del pla topava directament amb la visió de la burgesia que preferia tenir com a referent de nova ciutat París o Washington amb una arquitectura de caràcter més particularista.
La figura de Cerdà també generava antipaties entre els arquitectes que no li podien perdonar l'afronta que havia suposat adjudicar una responsabilitat urbanística a un enginyer. Cerdà va patir una campanya de desprestigi personal farcida de llegendes i mentides. De res va servir que fos d'una nissaga catalana originària del segle xv, ni que hagués proclamat la república federal catalana des del balcó de la Generalitat de Catalunya, perquè es difongués que «no era català». Domènech i Montaner assegurava que l'amplada dels carrers produiria uns corrents d'aire que impedirien una vida confortable. Com a afronta, va distribuir els pavellons del seu Hospital de Sant Pau en direcció contrària a l'alineament del carrer. El 1905, 50 anys després de l'aprovació del pla, Prat de la Riba manifestava una profunda indignació «contra els governs que ens varen imposar la monòtona i vergonyant quadrícula» en comptes del sistema que ell somiava de ciutat irradiada a partir de la vella capital històrica.

## Alteració i desvirtuació especulativa del Pla Cerdà

### Edificar els quatre costats i l'interior de les mansanes

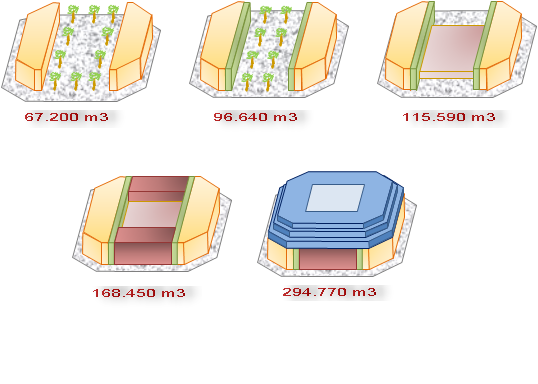
Evolució de l'estructura de les mansanes des del Pla fins a l'actualitat

L'oposició a Cerdà i al seu Pla per part del poble barceloní, va facilitar l'aparició d'activitats especulatives i arguments que tractaven d'aconseguir més espai construït. El primer d'ells va ser que si els carrers tenien 20 metres d'ample, bé podia augmentar la fondària dels edificis a aquesta mateixa mesura, es va ocupar posteriorment la zona central de les mansanes amb edificacions baixes, destinades en la majoria dels casos a tallers i petites indústries familiars, desapareixent amb això la major part dels jardins centrals, amb la qual cosa com a darrer recurs per augmentar el sòl construït es van unir els dos laterals ja construïts amb edificis que els unien, tancant per complet les mansanes.

### Augment de l'alçada edificable: lesremuntesals terrats

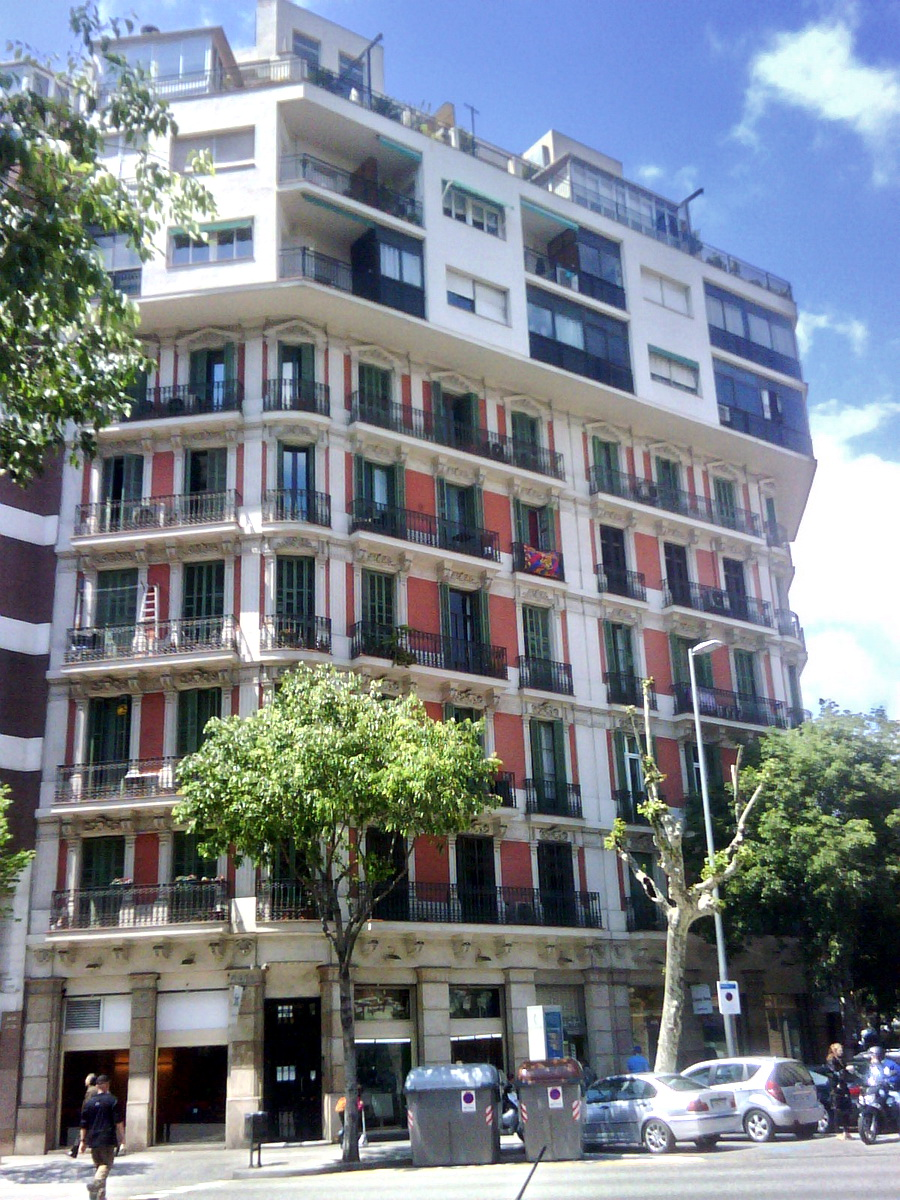
Mostra d'una remunta purament especulativa que no respecta les regles del disseny inicial i que només té com objectiu la maximització de la superfície construïda.

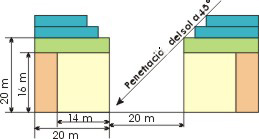
Augment de l'alçada dels edificis

Semblava que en aquest punt finalitzava el procés especulatiu, però va aparèixer un nou argument: si els carrers tenien 20 metres d'ample, no hi hauria d'haver inconvenient en què els edificis tinguessin una alçada de 20 m en lloc dels 16 m projectats, ja que l'augment d'alçada, estant el sol a 45°, il·luminaria qualsevol edifici completament sense que cap edifici veí li fes ombra; aquest argument unit a la construcció de sostres més baixos va donar com a resultat que es guanyessin dos pisos d'alçada. Fet que es materialitza l'any 1947, davant la situació en la què el Govern no permet apujar els preus dels lloguers, l'Ajuntament autoritza als propietaris la construcció de dos nous pisos addicionals d'alçada.
Finalment, amb Josep Maria de Porcioles com alcalde de la ciutat, i tenint en compte la teoria anterior, si es construeix sobre l'edifici actual un pis més, però amb la façana enretirada cap a l'interior de l'edifici la mateixa mesura que l'alçada d'aquest pis, s'aconseguiria augmentar l'espai construït sense que l'ombra de l'edifici afecti els edificis veïns si el sol és a 45°; naixia així el pis àtic, i per la mateixa teoria es va construir el sobreàtic, retirant la façana altre cop cap enrere la mateixa mesura que l'alçada d'aquest nou pis.

#### Refranys populars de lesremuntesals terrats a l'etapa de l'alcalde Porcioles
Aquest afany imperiós d'obtenir, com fos, nous espais que permetessin ampliar els metres edificables, en el ja més que saturat eixample barceloní, mitjançant les conegudes com a remuntes en els terrats de les finques, per sobre de qualsevol altre criteri com l'estètica o la densitat poblacional, va portar, durant els anys seixanta i principis dels setanta, del segle xx, amb Josep Maria de Porcioles d' alcalde de la ciutat, a que sorgissin, popularment, dos refranys que ho reflectien. A partir de les figures dels dos arquitectes municipals amb responsabilitats d'urbanisme, Josep Soteras i Emili Bordoy, que molt sorneguerament, en castellà, deien:
| « | "Si quieres construir en las aceras, telefonea (o pregúntale) a Soteras". | "Si quieres construir hoy, telefonea (o pregúntale) a Bordoy." | » |

Encara hi havia un tercer, que es referia a Alfredo Briales Velasco, gendre de l'alcalde Porcioles, sense càrrec directe a la corporació municipal, però amb evidents lligams familiars, que, també en castellà, deia:
| « | "Si quieres edificar sobre los viales, pregúntale (o telefonea) a Briales" | » |